# 馬魯蘭布
20°03′S 48°07′E / 20.050°S 48.117°E
馬魯蘭布，是馬達加斯加的城鎮，位於該國東部，由阿齊那那那區負責管轄，是馬魯蘭布區的首府，處於努西武盧河畔，2005年人口24,787。